# Rita Cadillac
Rita Cadillac, egentligen Nicole Yasterbelsky, född den 18 maj 1936 i Paris, död den 5 april 1995 i Deauville, var en fransk dansare, sångare och skådespelare. Hon medverkade i flera franska filmer, såsom Soirs de Paris (1954), Porte océane (1958), La prostitution (1962), Un clair de lune à Maubeuge (1962) och Steg för steg (1963), och blev känd runtom i Europa. 